# Carles Maria de Moy i de Sauri
Carles Maria de Moy i de Sauri (n. 1853) fou un terratinent i polític català, diputat a les Corts Espanyoles durant la restauració borbònica.
Enginyer industrial, era un ric propietari de Sant Martí de Provençals, fet comte de Moy. Fou elegit diputat a les eleccions generals espanyoles de 1899.